# Rekowo
Rekowo [rɛnˈkɔvɔ] (en alemán: Renkau) es un asentamiento ubicado en el distrito administrativo de Gmina Miłoradz, dentro del Condado de Malbork, Voivodato de Pomerania, en Polonia del norte. Se ubica aproximadamente a 6 kilómetros del noroeste de Miłoradz, a 13 kilómetros al oeste de Malbork, y a 40 kilómetros al sur de la capital regional Gdansk.
Antes de 1772, el área era parte del Reino de Polonia, a partir de allí hasta 1920 fue de Prusia y Alemania, luego hasta el año 1939 fue Ciudad libre de Danzig, desde allí hasta febrero de 1945 fue parte de la Alemania Nazi, para finalmente en 1945 regresar a Polonia. Para la historia de la región, véase Historia de Pomerania.